# Италийски езици
Италийските езици са клон на индоевропейското езиково семейство.
Италийската езикова група включва:
- оскийско-умбрийски езици, които са мъртви езици.
- латино-фалиски езици, от които произлизат латинският и фалиският, който също е мъртъв език.
- днешните романски езици, включително испанския, каталонския, португалския, френския, окситанския, италианския и румънския, произхождащи от простонародния латински, а не от кодифицирания, граматически изяснен книжовен латински.